# 青红丝
青红丝，也称红绿丝，或红丝、绿丝/青丝，是一种中国传统甜点原料，主要作用是配色美观。
青红丝来自橙皮、番木瓜、其他各种瓜或瓜皮等质地较硬的植物原料。洗净切割成丁、丝、条等形状后，用红或绿的食用色素染色，再用糖腌制，烘干而成。
青红丝色泽鲜艳，口感甜，有一定韧性；可以少量用于中式糕点、月饼、八宝饭等。

## 图集

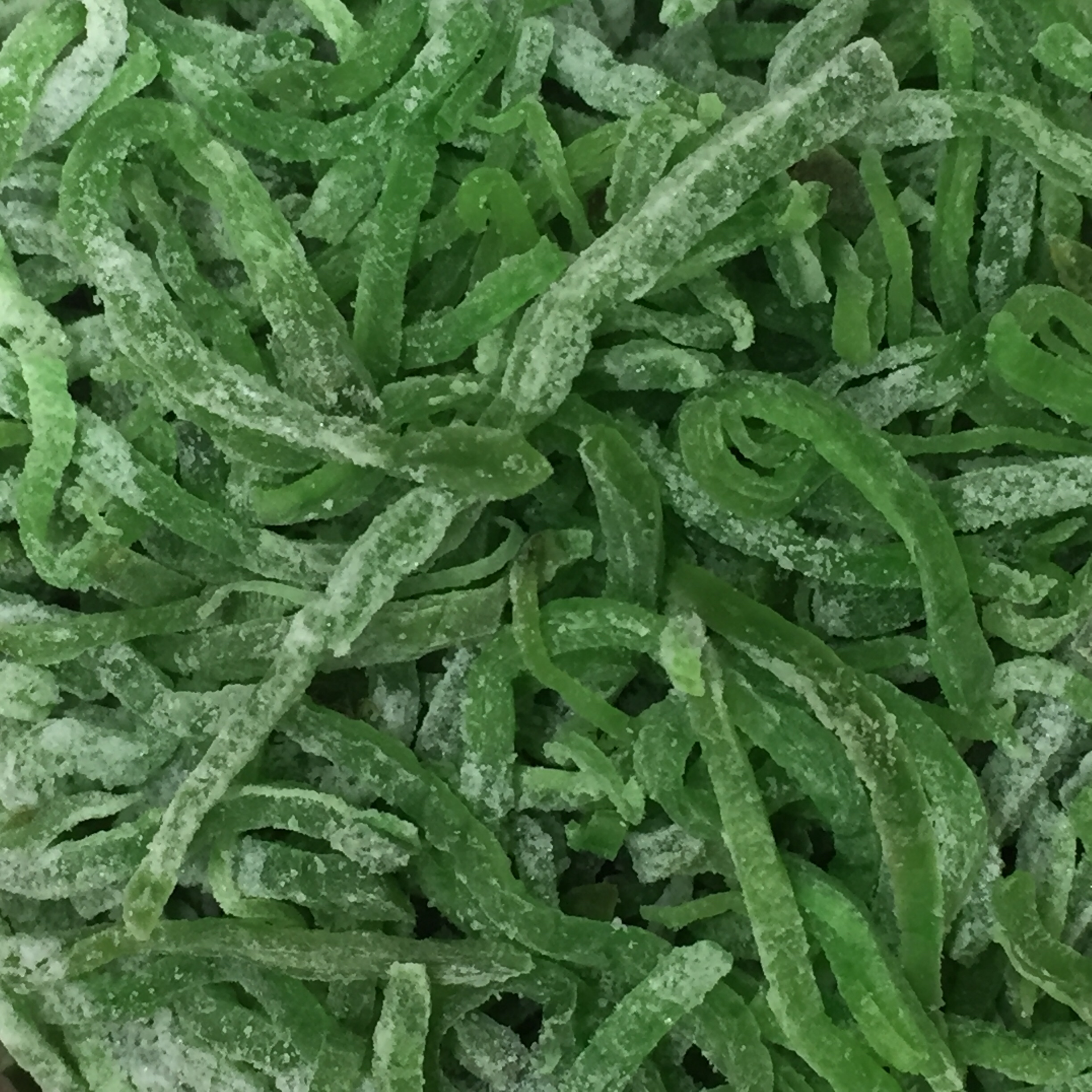
青丝
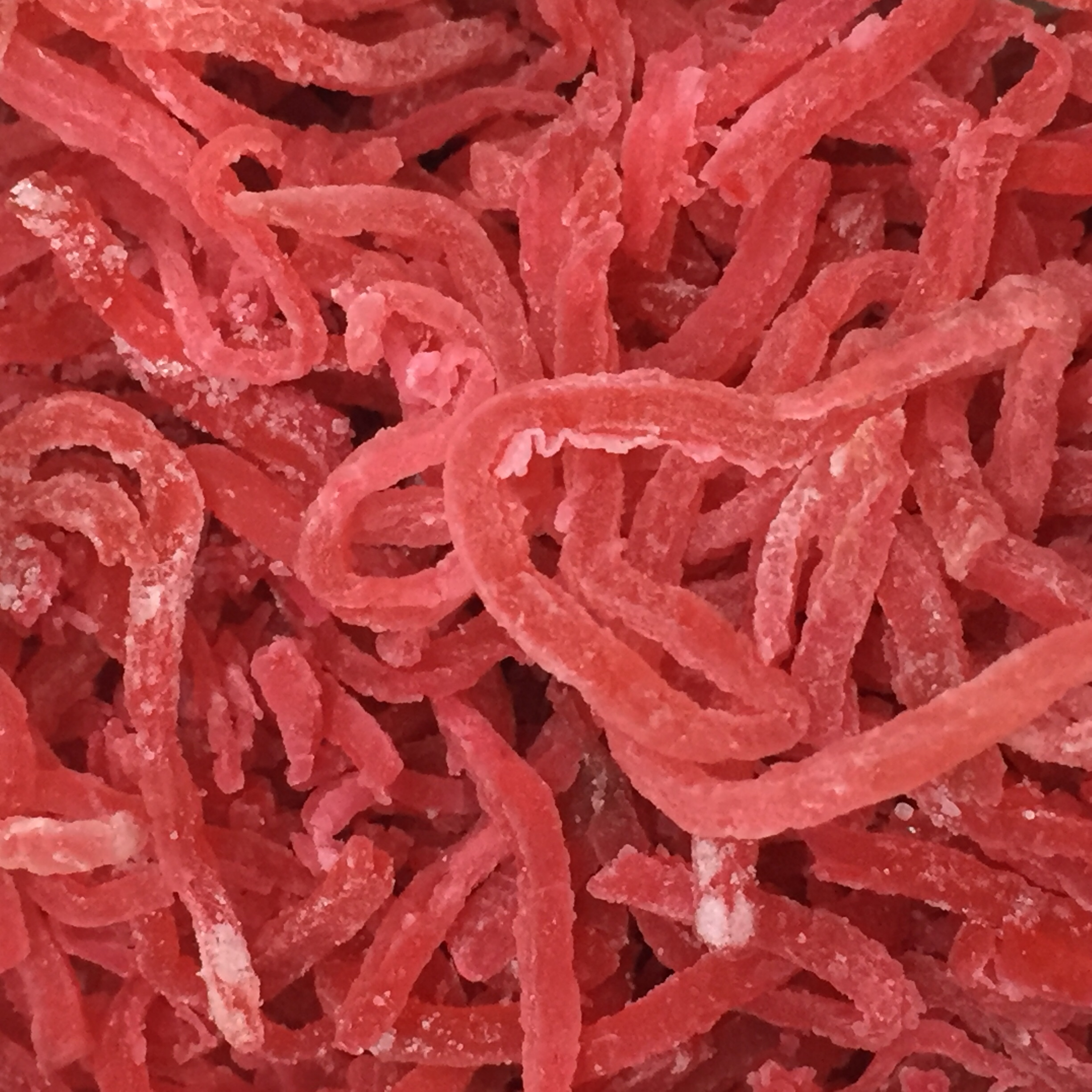
红丝
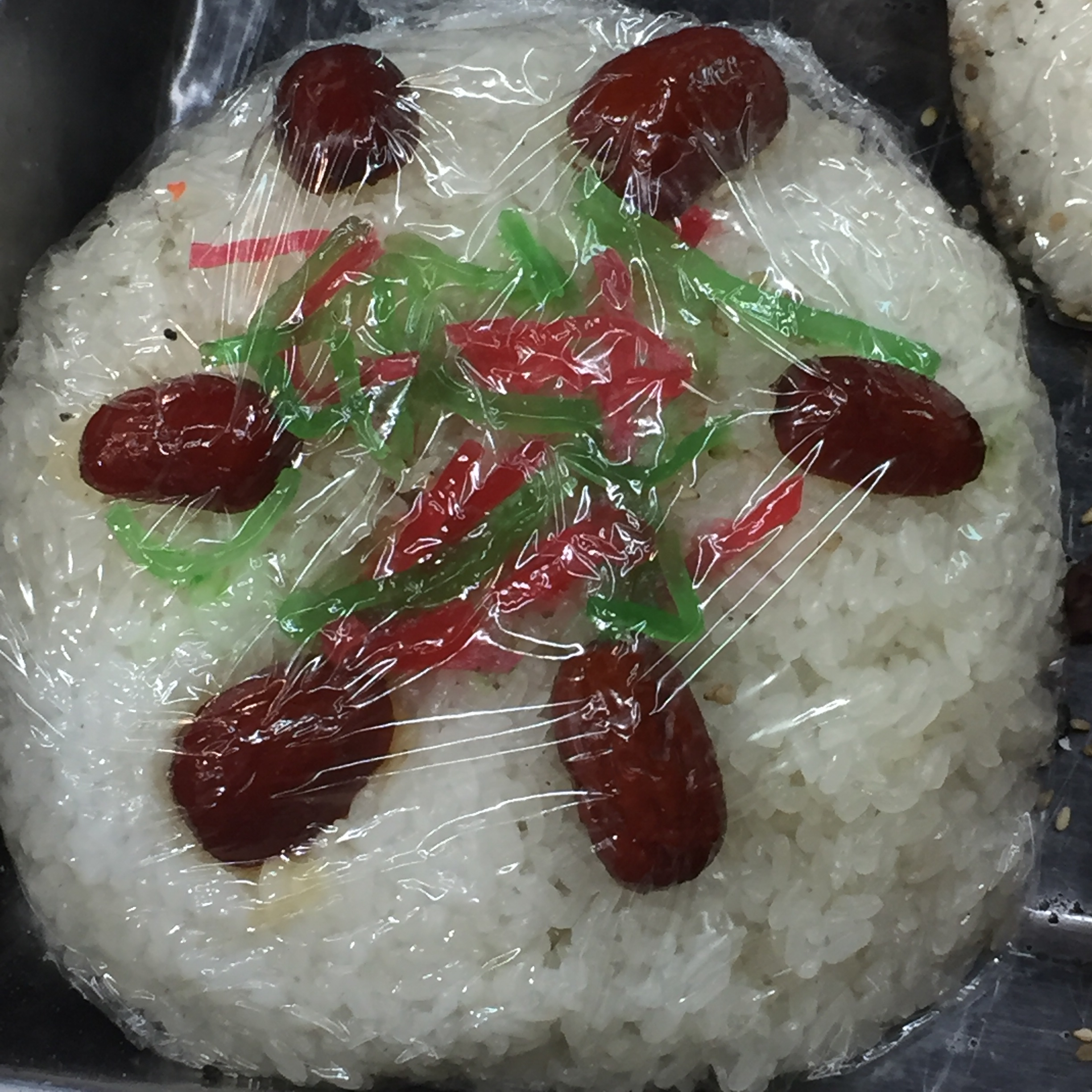
镶嵌有青红丝和蜜枣的八宝饭